# Silvia Colfescu
Silvia-Ecaterina Colfescu (n. 23 noiembrie 1941, Roman, Roman, România) este un editor român, autoare, ilustratoare, traducătoare, co-fondatoare (1990) și director editorial al editurii Vremea din București.

## Biografie
Silvia Colfescu se naște ca Ecaterina-Silvia Colfescu, fiica lui Marin Colfescu (1916-2013), ofițer de geniu al Armatei regale române și inginer constructor și a Aureliei Colfescu (1916-2008), născută Mârza. Familia locuiește în București, orașul natal al tatălui, dar adeseori îl urmează pe acesta în garnizoanele unde este repartizat. Primul copil al cuplului, Silvia, se naște la Roman, orașul de origine al mamei, iar Cristina, a doua fiică, în 1944 la Brăila. După cel de-al Doilea Război Mondial, tatăl este scos din cadrele armatei și își câștigă traiul ca inginer proiectant, iar familia nu mai părăsește capitala. Mama devine documentarist la Centrul de librării București. Din cauza aprigei politici de naționalizare a vremii, familia este silită să își schimbe des adresa.
Silvia urmează cursurile primare la școala de pe strada Cezar Bolliac, nr. 12 (școală care funcționa pe atunci într-o vilă naționalizată). Este pasionată de mică de lectură , printre preferatele sale numărându-se poveștile lui Perrault și ale Contesei de Ségur (citite de bunica maternă), dar și poveștile clasice românești și romanele lui Jules Verne. Din prodigioasa bibliotecă a familiei, Silvia citește Charles Dickens, Honoré de Balzac, Victor Hugo, Charlotte Brontë, Mark Twain, Gustave Flaubert, Anton Cehov, Émile Zola, însă preferații ei, la acea vârstă, sunt Dostoievski și Tolstoi.
Studiile liceale le face la Școala Medie nr. 16 George Coșbuc, de pe Calea Moșilor, 148 (fostul Institut de domnișoare „Choisy – Mangâru”, care funcționase la diferite adrese între 1869 și1949, pentru ca în anii ʼ50 să devină Școala Medie nr. 16 ).
După absolvirea liceului, dorindu-și să devină actriță, se pregătește cu regizorul Mihai Berechet pentru examenul de admitere la Teatru. Cum nu se află pe lista celor admiși, se înscrie, în schimb, la proaspăt înființatul Institut pedagogic, secția Arte Plastice, pe care îl absolvă în 1963. Aici e colegă, printre alții, cu sculptorița Valentina Boștină și cu pictorii Lucian Cioată, Teodor Moraru și Horia Bernea.
Își continuă apoi studiile la Facultatea de Istoria Artelor a Institutului de Arte Plastice București (azi Universitatea Națională de Arte București), pe care o absolvă în 1980.
În 1962 se căsătorește cu Nicolae Alexe Mihai Henegariu (n. 1927), absolvent al Facultății de Drept și al Academiei Comerciale, fiul fostului industriaș Alexe Henegariu (1880-1961) și al Annei Henegariu, născută Grațianski. 

## Activitate

### 1963-1990
Până în 1990, Silvia este profesor de desen și istoria artelor în București. 
În paralel, ca artist independent, execută grafica și designul a numeroase coperte de carte pentru editurile Medicală, Ion Creangă etc., coperte de discuri și casete pentru Casa de discuri Electrecord, precum și ilustrație de carte pentru editurile Ion Creangă, București și Junimea, Iași.
Printre cărțile pe care le ilustrează în această perioadă se află: Familia Roademult (Florian Cristescu, Ed. Ion Creangă, București, 1983); Povestește-mi despre tine (Elena Dragoș, Ed. Ion Creangă, București, 1985); Rapsodii de toamnă (George Topârceanu, Ed. Junimea, Iași, 1988); Erzahlungen einer Bibliotekmaus (Ion Acsan, Ed. Ion Creangă, București, 1988); Furnicuțele harnice (Constantin Colonaș, Ed. Ion Creangă, București, 1990); Galaxia cu mure (Emilia Căldăraru, Ed. Ion Creangă, București, 1990).
Participă, de asemenea, la expoziții de grup de pictură și ilustrație de carte. 
În 1982, Silvia Colfescu publică prima sa carte pentru copii la editura Ion Creangă (O familie veselă), iar în 1983 contribuie la Dicționarul limbii române pentru elevi cu partea de termeni de arte plastice. 

### 1990-prezent:Editura Vremea
La 20 august 1990 Silvia Colfescu fondează, împreună cu Nicolae Henegariu, editura Vremea din București. Numele este o trimitere la Editura Vremea din perioada interbelică, căci noii editori își propun să continue tradiția acesteia „în felul nostru și în lumina zilelor noastre”. După ce renunță, din motive practice (în principal accesul la resurse tipografice), la ideea înființării unui ziar, fondarea unei edituri le apare drept cea mai bună metodă de a pune în practică ceea ce își doreau de fapt: publicarea documentelor marilor procese din timpul comunismului, despre care se știa foarte puțin în acel moment. 
Prima carte publicată este O familie veselă (de Silvia Colfescu, o republicare a celei din 1982), vândută în 100.000 de exemplare. Urmează diferite cărți din literatura română și internațională, iar în 1995 este lansată cea mai importantă și mai longevivă colecție a Editurii Vremea – FID („Fapte, Idei, Documente”), primele apariții fiind documentele din procesul lui Lucrețiu Pătrășcanu, cele privind reeducarea de la Pitești și de la Gherla, precum și cele de la procesul lui Toma Arnăuțoiu. 
Fiind vorba, de la început, de o „afacere de familie” (în 1990, singurii angajați erau cei doi fondatori și un contabil), Silvia Colfescu se implică în mod activ în toate aspectele editoriale – de la obținerea documentelor propriu-zise și redactarea, editarea și îngrijirea lor, până la găsirea resurselor tipografice (o problemă esențială în peisajul românesc imediat post-revoluționar) și distribuția produsului final. 
Mai mult, traduce, ilustrează și scrie ea însăși – inițial o serie de cărți pentru copii, apoi, începând cu anii 2000, proză de călătorie și povestiri și schițe memorialistice. Este, printre altele, inițiatoarea colecțiilor „Planeta București” (cuprinzând cărți de istorie, memorialistică, interviuri, antropologie și urbanistică având ca subiect capitala) și „În jurul lumii” (ghiduri turistice, multe dintre ele semnate chiar de Silvia Colfescu). 
Dintre toate scrierile sale, însă, culegerea de proze scurte Mătuși fabuloase și alte istorioare bucureștene (Vremea, 2013) s-a bucurat de cel mai mare succes la public, precum și de un număr de recenzii favorabile: „Spumoase, scrise cu stil, conduse cu un precis simț al frazei, al economiei de mijloace tipic povestirii, pline de tact și de eleganță, povestirile Silviei Colfescu aduc în scenă o întreagă lume veche bucureșteană, de dinainte de comunism, o lume boierească sau burgheză, a vechilor familii, scăpătate și prigonite în comunism, ale căror ultime vlăstare sunt „mătușile fabuloase“ ce i-au încântat ori pigmentat copilăria autoarei.”
Membru în boardul Asociația Editorilor din România, președinte și membru-fondator al ARCCA - Asociația Română a Creatorilor Culturali și Artiștilor.

## Autor

### Proză
Mătuși fabuloase și alte istorioare bucureștene, Editura Vremea, București, 2013
Două luni în Europa, Editura Vremea, București, 2004
Printesa Alba, Editura Vremea, București 

### Ghiduri turistice
București, ghid turistic, artistic, istoric, Editura Vremea, București, 2000, text și fotografii (cu versiunea in limba engleză, Bucharest Guide, Vremea, 2011, trad. de Ian Alistair Blyth)

### Cărți pentru copii
Plăcinta cu cireșe, Ed. Vremea, București, 1991, text și ilustrații
1, 2, 3 șoricei, Editura Vremea, București, 1994, text și ilustrații
Alfabetul vesel, Editura Vremea, București, 1995, text și ilustrații

## Traducător

#### Traduceri din limba franceză
1992 – Georges Simenon – Revolverul lui Maigret, Editura Vremea, București
1997 – Jacques Sadoul – Istoria SF‐uluimodern, Editura Vremea, București
1998 – Charles Perrault – Povești cu zâne, Editura Vremea, București,retipărit 1999, 2000, 2001
2007 – Nicolas Werth – Insula Canibalilor, Editura Vremea, București
2011 – Antoine Vitkine – Mein Kampf.Istoria unei cărți, Editura Vremea,București
2013 – Erik Orsenna – Pe drumul hârtiei, Editura Vremea, București
2017 – Dinu Ghika – Lungul drum al nopții către zi. Memorii 1948‐1978, Editura Vremea, București
2019 – Natalia Semenova, André Delocque – Colecționarul, Editura Vremea, București
2022 – Tristan Gaston‐Breton – Saga familiei Rothschild, Editura Vremea, București
2023 – Sophie Brocas – Sărutul, Editura Vremea, București
2024 – Josephine Baker – Memorii, Editura Vremea, București

#### Traduceri din limba engleză
1993 – H.P. Lovecraft – Monstrul din prag, Editura Vremea, București
1993 – A.E. van Vogt – Soarele subteran, Editura Vremea, București
1994 – A.E. van Vogt – Rătăcitori printre stele, Editura Vremea, București
1995 – Ira Levin – O zi perfectă, Editura Vremea, București
2007 – T.J. Macgregor – Nevăzuți, Editura Vremea, București
2008 – James Hadley Chase –Ți‐arăt eu, Editura Vremea, București

## Ilustrator
1980‐1990 – coperte de disc (design și ilustrație), Electrecord, București
1980 – 1990 – coperte de carte (design și ilustrație), Editura Medicală, Editura Ion Creangă etc.
1980‐2004 – participări la expoziții colective, pictură și ilustrație
1990‐2024 – coperte de carte (design și ilustrație) Editura Vremea
Cele mai frumoase povești, Editura Vremea, București, 1992 
Creionul fermecat, carte de colorat, Editura Vremea, București, 1993

### Interviuri si articole
Editura Vremea – 32 ani – o bibliotecă, colecția „Brand Cultural de București”, ed. Casa de pariuri literare, Buc., 2022
Doina Jela https://www.observatorcultural.ro/articol/cronica-unei-morti-inevitabile-2/
Articole interviuri Observator cultural https://www.observatorcultural.ro/author/silviacolfescu/Interviu+Ovidiu&%5Bnefuncțională+–+%5D#x20;Șimonca
https://www.observatorcultural.ro/articol/doream%E2%80%88binele%E2%80%88tarii-%E2%80%88na%E2%80%88fost%E2%80%88sa%E2%80%88fie/%5Bnefuncțională+–+%5D
Revista Apostolul Neamț https://www.slineamt.ro/apostolul/dubito/silvia-colfescu-director-al-editurii-vremea-fiecare-carte-este-un-cadou-pentru-mine/
Adevărul Simona Chițan Laurențiu Ungureanu https://adevarul.ro/stil-de-viata/cultura/interviu-silvia-colfescu-editura-vremea-am-1724273.html
„Rezist” cu Oana Stănciulescu https://www.youtube.com/watch?v=aWMHCJ1eUiY
Mirel Bănică, Observator cultural https://www.observatorcultural.ro/articol/ca%CC%86la%CC%86torind-i%CC%82n-europa-de-la-dinicu-
golescu-la-silvia-colfescu-cu-oprire-i%CC%82n-comunism/
Tag Observator cultural articole https://www.observatorcultural.ro/tag/silvia-colfescu/ :[nefuncțională – arhivă]

https://www.observatorcultural.ro/articol/diferentieri-de-gen-exista-toate-aspectele-vietii-sociale/
Un Cristian Observator cultural https://www.observatorcultural.ro/articol/resemnarea-nu-are-ce-cauta-in-meseria-de-editor/
Radio Romania Cultural https://www.radioromaniacultural.ro/sectiuni-articole/silvia-colfescu-martora-a-distrugerii-monumetelor-istorice-in-timpul-regimului-comunist-podcast-id42118.html
https://www.radioromaniacultural.ro/sectiuni-articole/muzica-dans-arte/silvia-colfescu-prezinta-conferinta-cu-tema-povesti-din-bucuresti-un-oras-cu-vocatia-supravietuirii-id11938.html
RRC Georgiana Petrache https://www.radioromaniacultural.ro/podcast/martor/silvia-colfescu-martora-a-celui-mai-important-eveniment-din-istoria-recenta-a-romaniei-revolutia-din-1989-podcast-id42117.html
Articole Literomania https://www.litero-mania.com/author/silvia/
Articole Catchy https://www.catchy.ro/author/silvia-colfescu
TVR Cultural http://www.tvr.ro/mic-dejun-cu-un-campion-edi-iile-saptamanii-29-iulie-4-august_46541.html http://www.tvr.ro/silvia-colfescu-la-mic-dejun-cu-un-campion-viata-are-grija-sa-fie-intotdeauna-miraculoasa_45932.html
Bucureștii vechi și noi 174 articole https://bucurestiivechisinoi.ro/author/silvia-colfescu/
Forbes Petre Barbu https://www.forbes.ro/silvia-colfescu-vremea-cartea-a-primit-lovitura-ucigatoare-a-disfunctiilor-din-industria-hartiei-si-a-materialelor-tipografice-273717
Contributors articole https://www.contributors.ro/author/silvia-colfescu/
Marina Dumitrescu Youtube https://www.youtube.com/watch?v=Nr_WZdmvpVE
TVR Cooltura https://www.facebook.com/watch/?v=576446923765416
Referință în Wikidata https://www.wikidata.org/wiki/Q112520018
1000 de semne Gelu Diaconu https://omiedesemne.ro/silvia-colfescu-educatia-scoate-pe-banda-rulanta-analfabeti-functional/
https://anaarecarti.ro/main/matusi-fabuloase-si-alte-istorioare-bucurestene-silvia-colfescu-recenzie-pareri-cine-a-citit/#google_vignette
Interviu Bookfest 2010 https://www.youtube.com/watch?v=2tPsdvgQHQ4
Interviu Realitatea https://www.youtube.com/watch?v=UBf-x8gDKak
Interviu Camelia Moise TVR http://www.tvr.ro/despre-matusi-fabuloase-si-secretele-cafelei-la-istorii-de-bun-gust_45083.html
Balul boierimii https://www.youtube.com/watch?v=KuQGqUWqg-s
Bookfest 2023 interviu Ana Maria Onisei  https://www.google.com/searchq=TVR+cultural+silvia+colfescu&rlz=1C1FKPE_enRO1116RO1116&oq=TVR+cultural+silvia+colfescu&gs_lcrp=EgZjaHJvbWUyBggAEEUYOTIHCAEQIRigAdIBCTE5MjcxajBqN6gCALACAA&sourceid=chrome&ie=UTF8#fpstate=ive&vld=cid:4fd6451e,vid:mKaZaClSWak,st:0
Jurnal cultural 2014 https://www.youtube.com/watch?v=MvMETXT3pxA
Ziarul financiar Stelian Țurlea https://www.zf.ro/ziarul-de-duminica/silvia-colfescu-actul-lecturii-s-devalorizat-special-ochii-tineretului-educatie-gresita-mod-constant-priveaza-generatiile-viitoare-una-dintre-cele-fermecatoare-componente-vietii-stelian-turlea-14874109

### Cronicari digitali
https://www.google.com/searchq=Istorii+de+bun+gust+silvia+colfescu+youtube&amp;rlz=1C1FKPE_enRO1116RO1116&amp;oq=Istorii+de+bun+gust+Silvia+Colfescu+youtube&amp;gs_lcrp=EgZjaHJvbWUqBggAEEUYOzIGCAAQRRg7MgoIARAAGIAEGKIE0gEJMTg2NjdqMGo3qAIAsAIA&amp;sourceid=chrome&amp;ie=UTF-8#fpstate=ive&amp;vld=cid:53e22f5c,vid:tGew6QRwA5s,st:0
Podcastul Carevasăzică https://www.youtube.com/watch?v=2S3UWkpQUZQ
Podcast Carevasăzică https://www.youtube.com/watch?v=pinJR4wUZg4
TVR Info cartea pentru copii https://www.youtube.com/watch?v=NadQoOJYHiQ
TVR Info Sophie Luna Alice https://www.youtube.com/watch?v=IuC8OMV_97k
O familie veselă https://www.youtube.com/watch?v=-B4mlQSpT98
Calea Victoriei - Kiseleff, un crâmpei de istorie cu Silvia Colfescu (©TVR 2005) https://www.youtube.com/watch?v=xhHUl85gWDs
Despre Ponta https://www.youtube.com/watch?v=cAwp4ch7Qs0
https://adevarul.ro/stil-de-viata/cultura/lozinca-lui-mihai-sora-biblioteca-pentru-toti-nu-1764726.html
Interviu Ion Ghika https://adevarul.ro/stil-de-viata/cultura/interviu-arhitectul-ion-ghika-tatal-meu-1847820.html
https://adevarul.ro/stil-de-viata/cultura/scriitoarea-si-editorul-silvia-colfescu-vorbeste-1748155.html
Articole Silvia Colfescu în Literomania https://www.litero-mania.com/author/silvia/
Rezist cu Oana Stănciulescu https://www.dcnews.ro/silvia-colfescu-mesaj-pentru-cei-care-folosesc-apelativul-miticii-din-bucuresti-multi-nu-fac-asta-bucuresteanul-le-are-pe-toate-video_960346.html
Știri pe surse https://www.stiripesurse.ro/silvia-colfescu-albumul-regele-nu-moare-una-dintre-cele-mai-frumoase-carti-aparute-la-vremea_3337767.html
Ziarul Financiar https://www.zf.ro/ziarul-de-duminica/silvia-colfescu-actul-lecturii-s-devalorizat-special-ochii-tineretului-educatie-gresita-mod-constant-priveaza-generatiile-viitoare-una-dintre-cele-fermecatoare-componente-vietii-stelian-turlea-14874109
TNB https://www.tnb.ro/en/silvia-colfescu-sharing-stories-with-anamaria-smigelschi
TNB Difuzarea online a spectacolelor și conferințelor de success https://www.highleague.ro/tnb-online-spectacolele-de-succes-pe-youtube/
Radio Romania Actualități Cărți de Florii la Muzeul Țăranului https://www.romania-actualitati.ro/stiri/cultura/vremea-floriilor-la-muzeul-national-al-taranului-roman-id192199.html
Lansare Sophie Brocas la Timișoara https://www.facebook.com/watch/live/?ref=watch_permalink&amp;v=1120056892308121
Ziariști online https://www.youtube.com/watch?v=Rl_LRyA2Rjs Lansare Ernest Latham Timeless and Transitory

Bookfest 2019 prezentare video https://www.facebook.com/watch/live/?ref=watch_permalink&amp;v=445938382899485